# Burmistrz

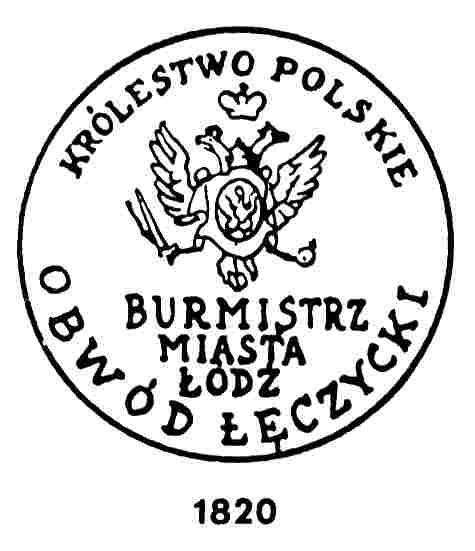
Pieczęć burmistrza Łodzi z 1820

Burmistrz (śrwniem. burc-meister lub burger-meister „zwierzchnik gminy miejskiej lub wiejskiej”) – w wielu krajach najwyższy rangą urzędnik władz lokalnych, np. miasta lub gminy.
Na całym świecie istnieje duża rozbieżność lokalnych przepisów i zwyczajów dotyczących uprawnień i obowiązków burmistrza, a także procedur, zgodnie z którymi jest wybierany bądź nominowany. W zależności od systemu burmistrz może być zwierzchnikiem władz miejskich, przewodniczyć wieloosobowemu organowi zarządzającemu z niewielką lub żadną niezależną władzą albo też odgrywać wyłącznie funkcję reprezentacyjną.
Określenie w języku angielskim mayor pochodzi z łac. maior, co oznacza „większy”. Por. też mer.